# パレットノベル大賞
パレットノベル大賞は、小学館が1989年から2005年まで主催していた、公募による新人文学賞である。少女向けのライトノベル作品を対象とし、年2回開催されていた。大賞受賞作は同社より刊行された。初期は月刊誌『パレット』誌上で受賞作品が発表されていたが、同誌終刊（1993年）後はパレット文庫の巻末で受賞作品が発表されるようになった。
賞金は大賞が100万円、佳作が30万円。
後に、小学館ライトノベル大賞・ルルル文庫部門に継承された。

## 選考委員
- 喜多嶋隆（第1回よりすべて）[1]
- 若林真紀（第14回より）
- 七海花音（第18回より）

## 受賞者
（表記の年は開催年を示している）

### 第1回(1989年夏)
受賞
- 該当作なし

佳作
- 今川真由美「きみに会えて」
- 小野紗那恵「哀しみ色は似合わない」

### 第2回(1989年冬)
受賞
- 該当作なし

佳作
- 柾弥生「STAY WITH ME」
- 是方那穂子「夜の魚・一週間の嘘」→書き下ろし『小説 ♂(あだむ)と♀(いぶ)の方程式〈1〉』（文庫、1993年10月）でデビュー。

### 第3回(1990年夏)
受賞
- 該当作なし

佳作
- 原田じゅん「17歳はキスから始まる」→書き下ろし『ぼくとハルヒと校庭で』（文庫）でデビュー。
- 松本ありさ「リトル・ダーリン」→書き下ろし『ぶるうじーんプリンセス』（文庫）でデビュー。
- 中沢紅鯉「言葉の帰る日」

### 第4回(1990年冬)
受賞
- 該当作なし

佳作
- 真弓あきら『怪盗ブラックドラゴン』（文庫化）

### 第5回(1991年夏)
受賞
- 該当作なし

佳作
- 草間茶子「おんぼろ鏡とプリンセス」
- 小久保純子「人生なんて!」
- 高橋ななを「毎日大好き!」→『志央美は作家志望』（文庫）でデビュー。

### 第6回(1991年冬)
受賞
- 該当作なし

佳作
- おおるり万葉「目覚めれば森の中」

努力賞
- 有澤由美子「彼女にポインセチアを」

### 第7回(1992年夏)
受賞、佳作
- 該当作なし

### 第8回(1992年冬)
受賞
- 小高宏子『ぼくと桜のアブナイ関係』（単行本化）

佳作
- 該当作なし

### 第9回(1993年夏)
受賞、佳作
- 該当作なし

### 第10回(1993年冬)
入選
- 該当作なし

佳作
- 中村まさみ「深雪の里の…」→後、ホラー小説の分野でデビュー。

### 第11回(1994年夏)
入選
- 該当作なし

佳作
- 該当作なし

### 第12回(1994年冬)
入選
- 該当作なし

佳作
- 該当作なし

### 第13回(1995年夏)
入選
- 該当作なし

佳作
- 該当作なし

### 第14回(1995年冬)
入選
- ハシモトヒロシ「くらんく・あっぷ」→橋本浩『クランク・アップ』（単行本化）

佳作
- 鹿原育「うちへ、帰ろう」→書き下ろし『不滅の流れ星』（文庫）でデビュー。
- 津島秋子「"オタクの君"の恋のワナ!?」

### 第15回(1996年夏)
入選
- 該当作なし

佳作
- 足立和葉「まほろばの姫君」→書き下ろし『日輪の割れる日』（文庫）でデビュー。

### 第16回(1996年冬)
入選
- 秋水一威「花は桜、琴は月」→改題『恋月夜―平安ムーンライト狂騒曲―』(単行本化)

佳作
- 杉森美也子「疾風のごとくゆるやかに」

### 第17回(1997年夏)
大賞
- 該当作なし

佳作
- 香村日南「片翼のリサイエーラ」→改題『蛇神の祈り』（単行本化）
- 桜沢みなみ「FADELESS」→桜沢薫 名義の書下ろし『青の玉響』で文庫デビュー。

### 第18回(1997年冬)
大賞
- 該当作なし

佳作
- 該当作なし

特別賞
- 林慧樹『いじめ14歳のMessage』（単行本化、後にアニメ化）

### 第19回(1998年夏)
大賞
- 該当作なし

佳作
- 世良さおり「きみに出会う場所」

### 第20回(1998年冬)
大賞
- 該当作なし

佳作
- 桜井ひかり「ALIVE～そして君とさあ行こう」
- 水科月征「聖域」

### 第21回(1999年夏)
大賞
- 該当作なし

佳作
- 該当作なし

### 第22回(1999年冬)
大賞
- 該当作なし

佳作
- 陣内よしゆき「月鏡の海」
- 高梁るいひ「セブンティーンズ・コネクション」

### 第23回(2000年夏)
大賞
- 該当作なし

佳作
- 該当作なし

### 第24回(2000年冬)
大賞
- 該当作なし

佳作
- 該当作なし

### 第25回(2001年夏)
大賞
- 該当作なし

佳作
- 橘涼香『俺達のストライクゾーン』（単行本化）

### 第26回(2001年冬)
大賞
- 該当作なし

佳作
- 華屋初音『やだぜ!』（単行本化）
- 國本まゆみ「眠れる聖母～絵画探偵の事件簿～」
- 倉村実水「黒鳩団がやってくる」

### 第27回(2002年夏)
大賞
- 神谷よし子「約束の宝石」

佳作
- 安西花奈絵「氷上のウェイ」
- 廣嶋玲子「姫君と女騎士」[3]→ 改題「翡翠の守護者」

（上記の3作品は、『デビュタント・オムニバス vol.1<第27回パレットノベル大賞入選作品集>』に収録された）

### 第28回(2002年冬)
大賞
- 該当作なし

佳作
- 青山美智子「ママにハンド・クラップ!」
- 亜壇月子「Laugh，You're Laughing!」

### 第29回(2003年夏)
大賞
- 該当作なし

佳作
- 石川美子「ボクは風になる」
- 深山くのえ「籠の鳥いつか飛べ」→書き下ろし『花色の戯れ』（文庫）でデビュー。

### 第30回(2003年冬)
大賞
- 該当作なし

佳作
- 該当作なし

### 第31回(2004年夏)
大賞
- 該当作なし

佳作
- 該当作なし

### 第32回(2004年冬)
大賞
- 該当作なし

佳作
- 該当作なし

### 第33回(2005年夏)
大賞
- 該当作なし

佳作
- 該当作なし

### 第34回(2005年冬)
大賞
- 該当作なし

佳作
- 該当作なし